# Giải quần vợt vô địch quốc gia Pháp 1926
Giải quần vợt vô địch quốc gia Pháp 1926 (hiện tại là Giải quần vợt Pháp Mở rộng) là một giải quần vợt diễn ra trên mặt sân đất nện ngoài trời tại Racing Club de France ở Paris, Pháp. Giải đấu kéo dài từ ngày 2 đến 14 tháng 6. Đây là mùa giải thứ 31 của Giải quần vợt vô địch quốc gia Pháp và giải Grand Slam thứ hai trong năm.
Suzanne Lenglen lặp lại kì tích khi vô địch mỗi nội dung bà tham gia, trong năm thi đấu cuối cùng trước khi chuyển sang chuyên nghiệp; giải đấu cũng đáng chú ý khi là lần đầu tiên một cặp đôi người Mỹ giành chức vô địch, Vincent Richards và Howard Kinsey ở nội dung đôi nam.

## Chung kết

### Đơn nam
Henri Cochet đánh bại  René Lacoste, 6–2, 6–4, 6–3

### Đơn nữ
Suzanne Lenglen đánh bại  Mary Browne, 6–1, 6–0

### Đôi nam
Vincent Richards /  Howard Kinsey đánh bại  Henri Cochet /  Jacques Brugnon, 6–4, 6–1, 4–6, 6–4

### Đôi nữ
Suzanne Lenglen /  Julie Vlasto đánh bại  Evelyn Colyer /  Kitty McKane, 6–1, 6–1

### Đôi nam nữ
Suzanne Lenglen /  Jacques Brugnon đánh bại  Suzanne LeBesnerais /  Jean Borotra, 6–4, 6–3